# تخطيط تشغيلي
التخطيط التشغيلي أو التخطيط العملياتي هو عملية ربط الغايات والأهداف الإستراتيجية بالغايات والأهداف التكتيكية. وهو يصف مراحل وشروط النجاح ويشرح كيفية إدخال خطة إستراتيجية ما، أو أي جزء من أجزائها سيتم إدخاله إلى حيز التنفيذ خلال فترة تشغيلية معينة، في حالة التطبيق التجاري أو السنة المالية أو أي مدى محدد آخر في الميزانية. والخطة التشغيلية هي أساس طلب ميزانية التشغيل السنوية. وبالتالي، فإن الخطة الإستراتيجية الخمسية تتطلب عادة وجود خمس خطط تشغيلية تمولها خمس ميزانيات تشغيل.

## تعريفات عديدة للتخطيط التشغيلي
1. هي خطة تفصيلية مركزة ومحددة ويركز على الموازانات وكميات الإنتاج وجداول العمل ويكون مداها قصيراً.
2. صياغة تسلسل منطقي وزمني لنشاطات تنفيذية وموارد مستخدمة لإنجاز نتائج محددة.
3. عملية ربط الغايات والأهداف الاستراتيجية بالغايات والأهداف التكتيكية. وهو يصف مراحل وشروط النجاح ويشرح كيفية إدخال خطة إستراتيجية ما، أو أي جزء من أجزائها سَيُدْخَل إلى حيز التنفيذ خلال فترة تشغيلية معينة، في حالة التطبيق الجاري أو السنة المالية أو أي مدى محدد آخر في الميزانية. والخطة التشغيلية هي أساس طلب ميزانية التشغيل السنوية. وبالتالي، فإن الخطة الإستراتيجية الخمسية تتطلب عادة وجود خمس خطط تشغيلية تمولها خمس ميزانيات تشغيل.
4. الخطط التشغيلية؛ هي خطط تفصيلية تتضمن كافة الأنشطة والإجراءات المتعلقة بتنفيذ مبادرات الخطة الإستراتيجية، والتوقيتات الزمنية بشكل محدد، بالإضافة إلى الجهات والمراكز الوظيفية المسؤولة عن التنفيذ.

واستنادا لما سبق من تعريفات يمكن القول أن الخطة التشغيلية؛ يجب أن تحتوي على العوامل الرئيسية التالية:
1. أهداف واضحة؛ تحدد النتائج المرجوة.
2. مجموعة من الأنشطة والخطوات أو الإجراءات المطلوب تقديمها.
3. الأشخاص الذين سيتحملون مسؤولية تنفيذ كل خطوة بشكل صحيح.
4. البرنامج/ الجداول الزمنية للتنفيذ (خلال عام واحد فقط).
5. متطلبات التوظيف؛ بتحديد كافة الموارد التي ستُخَصَّص للتنفيذ.
6. وجود آلية للرصد وتتبع وجمع المعلومات عن التقدم في كل مرحلة.
7. وجود معايير مرجعية لضبط وضمان جودة النتائج والمخرجات.

فيما ترى مجموعة الأمم المتحدة للتنمية أن خطة العمل يجب أن تحتوي على:
- المخرجات المتوقعة.
- الأنشطة الواجب تنفيذها بهدف تحقيق النتائج المطلوبة.
- الإطار الزمني لتنفيذ الأنشطة المخطط لها.
- المسؤولين عن تنفيذ الأنشطة.
- المدخلات التي يجب توفيرها لكل نشاط من الأنشطة.

## الهدف من التخطيط التشغيلي
يهدف التخطيط التشغيلي وفقا لنادر غزال إلى:
- محاكاة وتثبيت تسلسل نشاطات محددة ومترابطة بشكل نمطي منظم لإنجاز أولويات تنافسيةَ محددة.
- ترشيد استعمال موارد المنظمة لتَحقيق قيمة مضافة.
- لضمان الأداء الأمثل نحو تحقيق الأهداف الاستراتيجية ضمن المعطيات الواقعية المتاحة.
- تحقيق البراعة/ التميز: امتلاك القدرة على القيام بنشاطات تؤدي إلى درجة عالية من الجودة.
- تحقيق نظم عمل ذات نتائج مستقرة، قابلة للقياس، وممكنة التكرار بنجاح دائم.

فيما يحصر (متولي 2007) وظائف التخطيط في الأربع التالية:
1. مواجهة ظروف عدم التأكد والتغير.
2. تركيز الاهتمام على الغايات.
3. الحصول على التشغيل الاقتصادى.
4. تسهيل عملية الرقابة.

يجب أن تضع الخطط التشغيلية الأنشطة والميزانيات لكل قسم من أقسام المنظمة لمدة سنة إلى السنوات الثلاث التالية. فهي تربط الخطة الإستراتيجية بالأنشطة التي تقدمها المنظمة والموارد المطلوبة لتقديمها.
تستفيد الخطة التشغيلية مباشرة من الهيئة والخطط الإستراتيجية للبرنامج لوصف الهيئة ومهام البرنامج وأهدافه وغاياته وأنشطته. وعلى غرار الخطط الإستراتيجية، تتناول الخطة التشغيلية أربعة أسئلة:
- أين نقف الآن؟
- أين نريد أن نكون؟
- كيف نصل للهدف؟
- كيف نقيس التقدم الذي أحرزناه؟

الخطة التشغيلية هي الخطوة الأولى والأخيرة في إعداد طلب ميزانية التشغيل. كخطوة أولى، تضم الخطة التشغيلية خطة لتخصيص الموارد؛ وكخطوة أخيرة، قد يُعَدَّل البرنامج التشغيلي ليعكس القرارات السياسية والتغيرات المالية التي حدثت أثناء عملية تطوير الميزانية.
ينبغي إعداد الخطط التشغيلية بواسطة الأفراد الذين سيشاركون في التنفيذ. وكثيرًا ما تكون هناك حاجة للحوار بين الإدارات نظرًا لأن الخطط التي يضعها أحد أقسام المنظمة لابد وأن يكون له انعكاسات على الأقسام الأخرى.
يجب أن تحتوي الخطة التشغيلية على:
- أهداف واضحة
- الأنشطة التي سَتُقَدَّم
- معايير الجودة
- النتائج المرجوة
- متطلبات التوظيف والموارد
- الجداول الزمنية للتنفيذ
- وجود عملية لرصد التقدم المحرز